# كارافيت
كارافيت في مقاطعة فاريزي في منطقة لومباردي الإيطالية، وتقع على بعد حوالي 60 كيلومتر (37 ميل) شمال غرب ميلانو وحوالي 15 كيلومتر (9 ميل) شمال غرب فاريزي. واعتباراً من 31 ديسمبر 2004، كان عدد سكانها 2569 نسمة ومساحتها 5.1 كيلومتر مربع (2.0 ميل2).
وتحتوي كارافيت تحتوي على فراتسيوني (التقسيمات الفرعية، خاصة بالقرى والنجوع) ستالاتسو وسان كليمنتيكليمنتي وفورناز وكانتون دورو وكانتون كيدو وكادي وكاستيلو وكا ستيكو وبوتزي ومونتي سان جيانو وسانتا ماريا ديل ساسو وفيرولو وفورناس فارساني.
وتقع كارافيت على حدود البلديات التالية: بيسوزو وسيتيجليو وجيمونيو ولافينو مومبيلو وليجيونو وسانجيانو.